# アフジェト・アフィヨンスポル
アフジェト・アフィヨンスポル（Afjet Afyonspor）は、トルコのアフィヨンカラヒサールをホームタウンとするサッカークラブである。

## 歴史
クラブはアフジェトAŞがスポンサーとなり、2013年に創設された。クラブカラーは紫と白。
2013-14シーズンはアマチュアリーグで優勝し、Bölgesel Amatör Lig に昇格した。BAL2シーズン目の2015-16シーズンはBAL・7グループで優勝、プレーオフで8グループ優勝のハリデ・エディプ・アドゥヴァルSKに勝利し、TFF3.リグに昇格した。
2016-17シーズンは3.リグ・3グループで優勝し、TFF2.リグに昇格した。
2017-18シーズンは2.リグ・赤グループで3位になり、プレーオフでスィヴァス・ベレディイェスポル、ケチオレンギュジュ、サカリヤスポルに勝利し、TFF1.リグに昇格した。

## 獲得タイトル
- TFF3.リグ：1回
  - 2016-17

## 歴代所属選手
- ミルラン・ムルザエフ 2015-2016